# Елена Мегале Комнина
Елена Мегале (Великая) Комнина (греч. . Έλενα Μεγάλη Κομνηνή, лат. Elena Megalē Komnēnē; груз. ელენე კომნენოსი) (ум. в 1366) — первая жена царя Грузии Баграта V. Сведений о её происхождении в исторических источниках нет. Её имя упоминается в «Картлис цховреба». Согласно одной теории, она могла быть дочерью императора Трапезундской империи Василия Комнина. В 1366 году царица Елена погибла во время эпидемии Черной смерти. Через год после её смерти Баграт V женился на Анне Комнине, дочери императора Трапезунда Алексея III.
Согласно «Картлис цховреба», у Елены было двое детей:
- Георгий VII
- Царевич Давид[4].